# Sint-Lambertuskerk (Alt-Hoeselt)

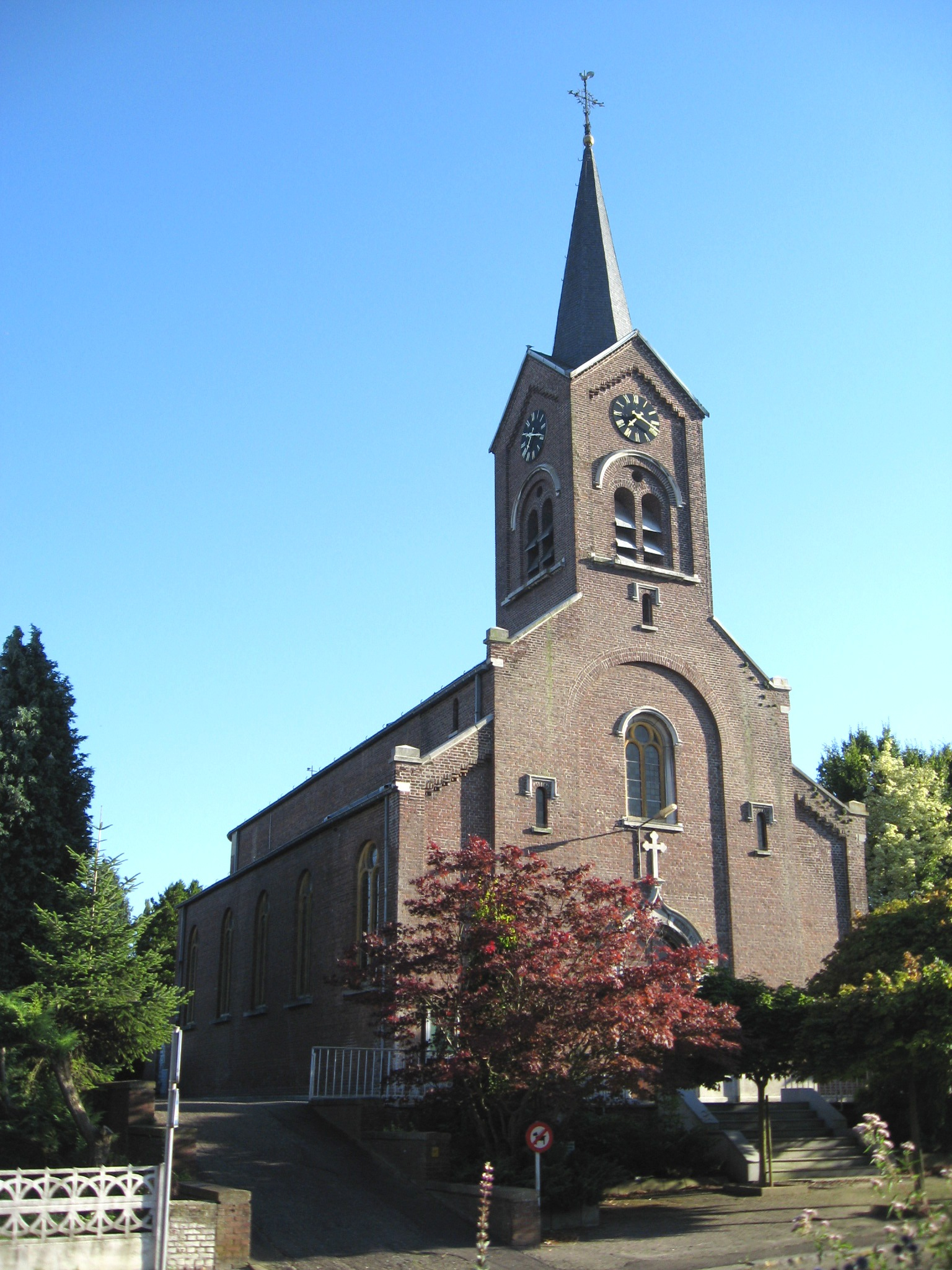
Sint-Lambertuskerk

De Sint-Lambertuskerk is de parochiekerk van Alt-Hoeselt, gelegen aan de Sint-Lambertusstraat 14.
Ongeveer 70 meter ten zuiden van deze kerk stond vroeger een oudere kerk, die echter gesloopt werd toen het nieuwe kerkgebouw tot stand kwam.
Het is een neoromaanse pseudobasiliek die van 1862-1863 werd gebouwd. Het koor heeft een halfronde apsis. Aan de noordzijde bevindt zich een bescheiden ingebouwde toren. Deze heeft puntgevels aan elke zijde en wordt gedekt door een ingesnoerde naaldspits.
De kerk bezit een 17e-eeuwse schilderij, waarop de Heilige Lambertus, de Calvarieberg en de opdrachtgever staan afgebeeld. Uit de 18e eeuw stamt een schilderij waarop de Calvarieberg en Maria Magdalena zijn weergegeven.
Een beeld van Sint-Rochus met engel, in gepolychromeerd hout, dateert van eind 16e eeuw. Biechtstoelen, altaar en preekstoel zijn uit de 19e of begin 20e eeuw. Het orgel uit 1904 werd vervaardigd door Jean-Baptist d'Hondt.
Op het kerkhof zijn enkele 17e- en 18e-eeuwse grafkruisen te vinden.